# Pêndulo de Newton

O pêndulo de Newton em movimento.

O pêndulo de Newton ou berço de Newton é um dispositivo que recebe o nome do físico Sir Isaac Newton por demonstrar empiricamente a conservação do momento e da energia, leis físicas estudadas e demonstradas por Newton.

## Descrição e propósito
É construído a partir de uma série de pêndulos (normalmente 5) adjacentes uns dos outros. Cada pêndulo está anexado a uma armação por duas cordas de igual comprimento e ângulos opostos formados entre estas. Se essas cordas não fossem iguais em comprimento, as bolas ficariam desequilibradas. Esse arranjo de cordas restringe os movimentos do pêndulo ao mesmo plano.
O comportamento do pêndulo decorre da conservação do momento e da energia apenas no caso de dois pêndulos. Na verdade, se houver n pêndulos existem também n velocidades desconhecidas para serem calculadas a partir das condições iniciais. Uma outra condição para o resultado observado é que uma onda de impacto deve se propagar livre de dispersão por entre a cadeia de bolas.
O princípio demonstrado pelo dispositivo, a lei do impacto entre os corpos, foi mostrada primeiramente pelo físico francês Abbé Mariotte, no século XVII.
 Sir Isaac Newton reconheceu o trabalho de Mariotte, dentre outros, em seu Philosophiae Naturalis Principia Mathematica.

## Funcionamento
Quando uma das esferas da ponta (“a primeira”) é puxada para o lado, a corda ligada à esfera a faz realizar um arco para cima. Quando é solta, ela atinge a segunda esfera e praticamente para. A esfera da ponta oposta adquire a maior parte da velocidade da primeira esfera e balança em um arco quase tão alto quanto a altura de lançamento da primeira esfera. Isso mostra que a última esfera recebe a maior parte da energia e impulso da primeira esfera. O impacto produz uma onda de compressão que se propaga através das esferas intermediárias. Qualquer material elástico eficiente como o aço faz isso, desde que a energia cinética seja temporariamente armazenada como energia potencial na compressão do material, ao invés de ser perdida em forma de calor. Existem pequenos movimentos em todas as esferas após o golpe inicial, mas a última esfera recebe a maior parte da energia inicial do impacto da primeira esfera. Quando duas, ou três, esferas são lançadas, as esferas do lado oposto são lançadas para fora. Alguns dizem que esse comportamento demonstra a conservação do momento linear e da energia cinética em colisões elásticas. No entanto, se as esferas se comportarem como descrito acima com a mesma massa e possuindo a mesma velocidade antes e após as colisões, então qualquer função de massa e velocidade é conservada nesse tipo de evento.

## Explicação física

Pêndulo de Newton com dois pêndulos de peso igual e elasticidade perfeitamente eficiente. A esfera esquerda é puxada e solta. Negligenciando as perdas de energia, a esfera esquerda bate na esfera direita, transferindo toda a velocidade para a esfera direita. Por terem o mesmo peso, a mesma velocidade indica que todo o momento linear e energia também são transferidos. A energia cinética, conforme determinada pela velocidade, é convertida em energia potencial quando atinge a mesma altura da esfera inicial e o ciclo se repete.

O pêndulo de Newton pode ser modelado com bastante precisão com equações matemáticas simples, com a suposição de que as esferas sempre colidem em pares. Se uma esfera atinge quatro esferas estacionárias que já estão em contato, essas equações simples não podem explicar os movimentos resultantes em todas as cinco esferas, que não são devidos a perdas por atrito. Por exemplo, em um verdadeiro pêndulo de Newton, a quarta esfera tem algum ligeiro movimento e a primeira esfera tem um pequeno movimento reverso. Todas as animações deste artigo mostram uma ação idealizada (solução simples), que só ocorre se as esferas não estiverem se tocando inicialmente e apenas colidirem aos pares.

### Solução simples
A conservação do momento linear ({\displaystyle m\cdot v}) e energia cinética ({\displaystyle 1/2\cdot m\cdot v^{2}}) podem ser utilizadas para encontrar as velocidades resultantes para dois objetos com uma colisão perfeitamente elástica. Essas duas equações são utilizadas para determinar as velocidades resultantes dos dois objetos. Para o caso de duas esferas restringidas a um caminho reto pelas cordas no “berço”, as velocidades são representadas por um único número, ao invés de um vetor com três dimensões para um espaço com três dimensões, então a matemática requer apenas duas equações para resolver duas incógnitas. Quando os dois objetos têm a mesma massa, a solução é simples: o objeto em movimento para em relação ao estacionário e o estacionário pega toda a velocidade inicial do outro. Isso pressupõe objetos perfeitamente elásticos, portanto, não há necessidade de contabilizar as perdas de calor e energia sonora.
O aço não comprime muito, mas sua elasticidade é muito eficiente, por isso não causa muita perda em forma de calor. O efeito simples de dois objetos em colisão elástica com a mesma massa, restritos a um caminho reto, é a base do efeito visto no “berço” e fornece uma solução aproximada para todos os seus movimentos.
Para uma sequência de objetos elásticos de mesma massa restritos a um caminho reto, o efeito continua para cada objeto sucessivo. Por exemplo, quando duas esferas são lançadas para atingir três esferas estacionárias em um “berço”, há uma pequena distância despercebida, mas crucial, entre as duas esferas lançadas, e a ação é a seguinte: a primeira esfera em movimento que atinge a primeira esfera estacionária (a segunda esfera atingindo a terceira esfera) transfere toda a sua velocidade para a terceira esfera e para. A terceira esfera então transfere a velocidade para a quarta esfera e para, e então a quarta para a quinta esfera. Logo depois desta sequência, a segunda esfera em movimento está transferindo sua velocidade para a primeira esfera em movimento que acabou de parar, e a sequência se repete imediata e imperceptivelmente após a primeira sequência, ejetando a quarta esfera logo atrás da quinta com a mesma pequena separação que havia entre as duas esferas iniciais. Se elas estiverem meramente se tocando quando atingem a terceira esfera, é necessária uma solução mais completa para maior precisão.

## Invenção e desenho
Desde sua produção, em 1967, pelo ator Simon Prebble, o pêndulo de Newton se tornou um brinquedo popular em ambientes de trabalho. De início, uma versão de madeira era vendida pela Harrods em Londres e mais tarde um desenho cromado foi criado pelo escultor e posterior diretor de cinema Richard Loncraine.

## História

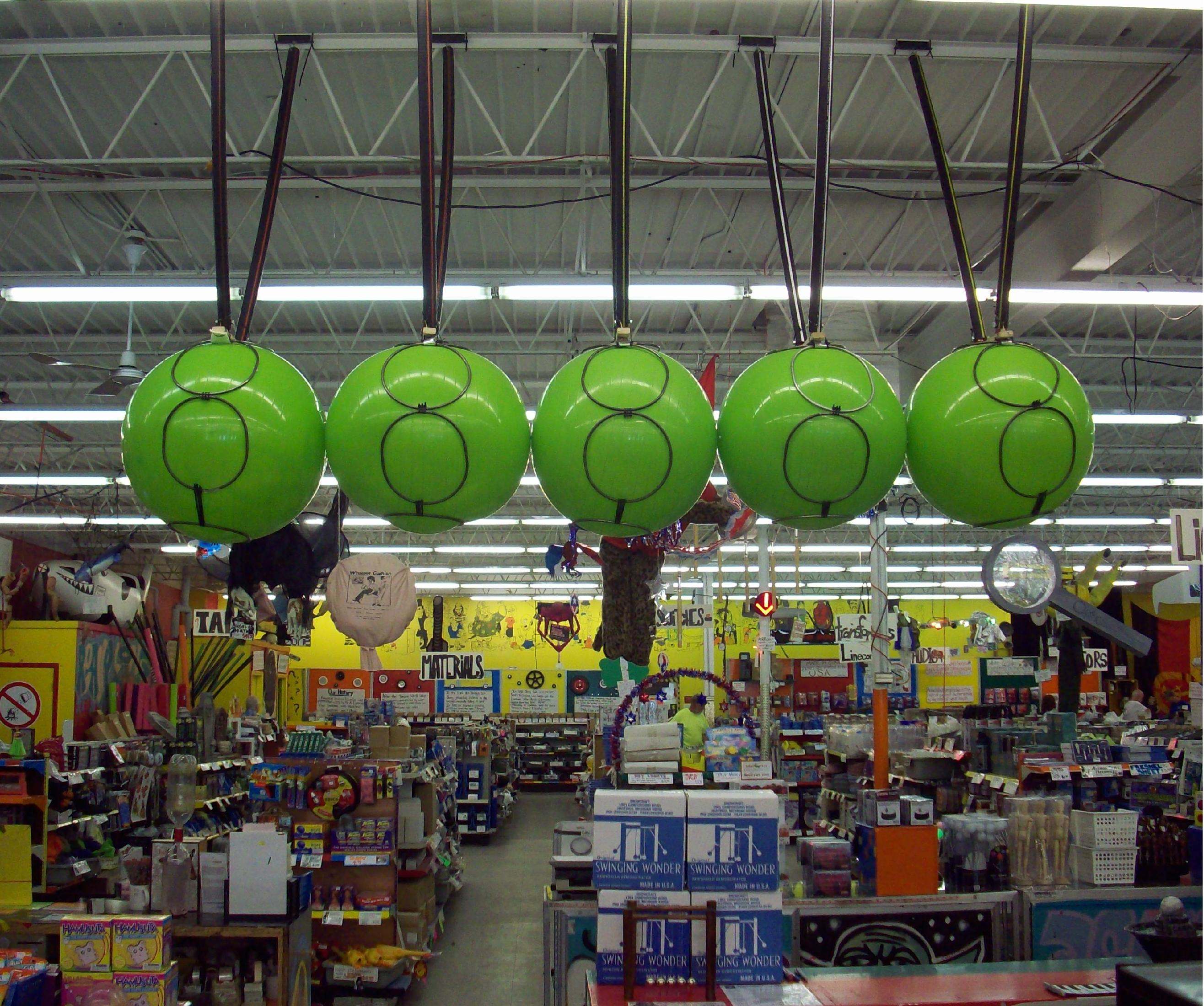
Um grande Pêndulo de Newton na American Science and Surplus

Christiaan Huygens usou pêndulos para estudar as colisões. Seu trabalho, De Motu Corporum ex Percussione (Sobre o Movimento dos Corpos por Colisão), publicado postumamente em 1703, contém uma versão da primeira lei de Newton e discute a colisão de corpos suspensos, incluindo dois corpos de massa igual com o movimento do corpo em movimento sendo transferido para o que está em repouso.
O princípio demonstrado pelo dispositivo, a lei dos impactos entre corpos, foi demonstrado pela primeira vez pelo físico francês Abbé Mariotte no século XVII. Newton reconheceu o trabalho de Mariotte, entre o de outros, em seu Principia.
O maior dispositivo de pêndulo de Newton no mundo foi desenhado por MythBusters e consistia em cinco boias de uma tonelada de concreto e vergalhões de aço suspensos a partir de uma treliça de aço.  As boias também tinham uma placa de aço inserida entre suas duas metades para atuar como um "ponto de contato" para a transferência de energia; este dispositivo não funcionou bem porque o concreto não é elástico, então a maior parte da energia foi perdida devido ao aumento de calor no concreto. Uma versão em escala menor construída por eles consiste em cinco rolamentos de esferas de aço cromado de 15 centímetros, cada um pesando 15 quilos, e é quase tão eficiente quanto um modelo de mesa.

## Na cultura popular
O berço de Newton foi usado mais de 20 vezes em filmes, geralmente como um tropo na mesa de um vilão principal, como o papel de Paul Newman em Na Roda da Fortuna, Magneto em X-Men e os Kryptonianos em Superman II. Foi usado para representar a posição inflexível da NFL em relação aos ferimentos de cabeça em Um Homem entre Gigantes. Também tem sido usado como uma diversão relaxante na mesa de personagens inteligentes/ansiosos/sensíveis como o papel de Henry Winkler em Corretores do Amor, o papel de Dustin Hoffman em Sob o Domínio do Medo e o papel de Gwyneth Paltrow em Homem de Ferro 2. Foi apresentado com mais destaque como uma série de potes de argila em Rosencrantz e Guildenstern Estão Mortos, e como uma fileira de poltronas bubble chair de Eero Aarnio de 1968 com mulheres seminuas nelas em Gamer. Em Cegonhas, Hunter, o CEO da Cornerstore, não tem um com esferas, mas com passarinhos.
Em 2017, um episódio do podcast Omnibus, com Jeopardy! o campeão Ken Jennings e o músico John Roderick, teve foco na história do Pêndulo de Newton. O berço de Newton também é apresentado na mesa do vice-diretor de comunicações da Casa Branca, Sam Seaborn, em The West Wing: Nos Bastidores do Poder.
A banda de rock Jefferson Airplane utilizou o pêndulo no álbum Crown of Creation, de 1968, como um dispositivo rítmico para criar polirritmos em uma faixa instrumental.